# املین اندونگ
املین اندونگ (فرانسوی: Emmeline Ndongue‎؛ زادهٔ ۲۵ آوریل ۱۹۸۳) بازیکن بسکتبال اهل فرانسه است.